# Distretto di Ih-Uul (Hôvsgôl)
Il distretto di Ih-Uul è uno dei ventitré distretti (sum) in cui è suddivisa la provincia del Hôvsgôl, in Mongolia. Conta una popolazione di 4.170 abitanti (censimento 2009).